# Norbert Meeuws
Norbert Meeuws (geboren op 31 augustus 1941) is een voormalig Belgisch wielrenner die actief was van 1956 tot 1968 waarvan vijf jaar als prof. Belangrijkste prestaties en deelnames waren de Tour du Saint-Laurent in Canada waar hij een dag leider was en zijn deelname aan de Ronde van Spanje van 1966.

## Carrière

### Begin carrière
Meeuws startte met wielrennen toen hij veertien jaar oud was en net gestopt was met school onder impuls van zijn vader. Hij werd in zijn eerste koers vierde. Doordat hij moest werken bij zijn vader in een autogarage kreeg hij ook meer gelegenheden om te trainen aangezien hij de werkuren van zijn zoon kon bepalen.

### Training tijdens de winter
Tijdens de winter onderhield hij zijn conditie onder meer met volleybal en boksen. Zwemmen en lopen was uit den boze omdat hij geloofde dat je daar de verkeerde spieren mee trainde. Natuurlijk lette hij ook op zijn voeding om zoveel mogelijk op gewicht te blijven al kwam er meestal ongeveer drie kilo bij in de winter.

### Blessures
Hij liep een handbreuk, schedelbreuk en sleutelbeenbreuk op tijdens zijn carrière. Ook had hij zes hersenschuddingen door valpartijen.
Twee van zijn valpartijen waren best zwaar. De eerste was in Lichtervelde waar hij frontaal botste met een auto die de politie op het parkoers had gelaten. Hij liep een schedelbreuk op en een zware hersenschudding. Hij lag veertien uur in coma door de klap. De tweede zware val was in Moeskroen, waar hij ook een hersenschudding opliep en achttien uur in coma lag.
Zijn sleutelbeen brak hij eveneens in Moeskroen, op een ander moment weliswaar. Hij reed toch nog verder en werd zelfs nog vierde. Toen hij zijn hand brak omdat hij moest uitwijken voor een auto en tegen een boom knalde, reed hij de dag erna ook nog verder in de Ronde van België.

### Ploegen[1]
- 1963: Wiels-Groene Leeuw
- 1964: Wiels-Groene Leeuw
- 1965: Lamot-Libertas
- 1966: Flandria
- 1966: Libertas
- 1967: Tibetan – Pull Over Centrale
- 1967: Groene Leeuw – Tibetan – Pull Over Centrale
- 1968: Etalo - Ventura

### Einde carrière
In 1968 stopt hij met wielrennen omdat zijn conditie niet goed genoeg meer was. Hij denkt dat het aan de hersenschade valt te wijten die hij opliep bij de vele valpartijen.

## Uitslagen
1956 (categorie: onderbeginneling):
- Nam deel aan 31 wedstrijden, waarvan 20 keer in de top 10[2]

1957 (categorie: onderbeginneling):
- Nam deel aan 52 wedstrijden, waarvan 47 keer in de top 10 (en 8 overwinningen)[2]

1958 (categorie: Nieuweling BWB):
- Nam deel aan 71 wedstrijden, waarvan 51 keer in de top 10 (en 4 overwinningen)[2]

1959 (categorie: Nieuweling BWB):
- Nam deel aan 86 wedstrijden, waarvan 69 keer in de top 10 (en 18 overwinningen)[2]

1960 (categorie: liefhebber BWB):
- Nam deel aan 82 wedstrijden (en 4 overwinningen)[2]

1961:
- Soldaat in Kassel (dienstplicht) en dus geen enkele wedstrijd[2]

1962 (categorie: liefhebber BWB):
- Nam deel aan 60 wedstrijden (en 4 overwinningen)[2]

1963 (categorie: Onafhankelijke):
- Ronde van België voor onafhankelijken: 26ste
- Tour du Saint-Laurent in Canada[3] (ploeggenoten: Etienne Cotman, Roland De Neve, Jaap de Waard)
  - Etappe 1: 3de  (algemeen klassement 3de)
  - Etappe 2: 5de (algemeen klassement 1ste)
  - Etappe 3: 17de (algemeen klassement 5de)
  - Etappe 4: 14de (algemeen klassement 10de)
  - Etappe 5: 6de (algemeen klassement: 10de)
  - Etappe 6: niet bekend (algemeen klassement: niet bekend) criterium
  - Etappe 7: 7de (algemeen klassement: 8ste)
  - Etappe 8: 12de (algemeen klassement: 8ste)
  - Etappe 9: 5de (algemeen klassement: 8ste)
  - Etappe 10: 4de (algemeen klassement: 8ste) criterium

1964 (categorie: beroeps):
- Brussel-Ingooigem 10de[1]
- De Panne: 1ste[4]

1966 (categorie: beroeps):
- Gistel: 1ste[5]
- Kampioenschap van Vlaanderen (Koolskamp koers): 19de[1]
- Vuelta a España
  - Rit 1a: 77ste[1]
  - Rit 1b: 78ste[1]
  - Rit 2a: rond 10de[6]
  - Rit 2b: in peloton[6]
  - Rit 3: 16de[1]
  - Rit 4: 86ste[1]
  - Rit 5: 83ste[1]
  - Rit 6: 46ste[1]
  - Rit 7: DNF[1] (Moest wachten op een ploegmaat die lek reed, maar kwam hierdoor buiten tijd binnen)